# Departamento de Comércio dos Estados Unidos
O Departamento de Comércio dos Estados Unidos (em inglês, United States Department of Commerce) é o departamento do governo dos Estados Unidos encarregado  de promover o desenvolvimento econômico. Criado originalmente como United States Department of Commerce and Labor em 14 de fevereiro de 1903, foi posteriormente renomeado como Department of Commerce em 4 de março de 1913, e seus escritórios e agências especializadas em trabalho foram transferidas para o novo  Departamento do Trabalho.
A missão do departamento é "promover a criação de empregos e melhorar os padrões de vida para todos os americanos, pela criação de uma infraestrutura que promova o crescimento econômico, a competitividade tecnológica e o desenvolvimento sustentável". Entre suas atividades, estão a coleta de dados econômicos e demográficos para a tomada de decisões pelo governo e pelas empresas, expedindo patentes e marcas registradas e auxiliando a estabelecer padrões industriais.
O departamento é administrado pelo Secretário de Comércio. Entre 1903 e 1913, foi administrado pelo Secretário de Comércio e Trabalho (United States Secretary of Commerce and Labor).

## Unidades operacionais
- Bureau of Industry and Security (AAARAQUEL)
- Economics and Statistics Administration (ESA)
  - Bureau of Economic Analysis (BEA)
  - Bureau of the Census
- Economic Development Administration (EDA)
- International Trade Administration (ITA)
- Minority Business Development Agency (MBDA)
- National Oceanic and Atmospheric Administration (NOAA)
  - National Weather Service (NWS)
  - Office of Oceanic and Atmospheric Research (OAR)
- National Telecommunications and Information Administration (NTIA)
- Patent and Trademark Office (PTO)
- Technology Administration (TA)
  - National Institute of Standards and Technology (NIST)
  - National Technical Information Service (NTIS)
  - Office of Technology Policy (OTP)

### Em inglês
- (em inglês)-Portal do Departamento de Comércio dos Estados Unidos

### Em português
- (em português)-Câmara Americana de Comércio - Brasil
- (em português)-Câmara de Comércio Estados Unidos da América no Amazonas - Amazônia - Brasil